# Tembe Art Studio
Tembe Art Studio (TAS) is een kunstenaarscentrum in Moengo in het oostelijke district Marowijne in Suriname. De naam verwijst naar traditioneel Surinaams schilder- en houtsnijwerk met kleurige geometrische vormen.

## De studio
De studio werd in 2009 opgericht en op 27 februari 2010 officieel geopend. Het is een initiatief van de kunstenaar Marcel Pinas die rond dezelfde tijd ook Stichting Kibii startte. Het centrum is gevestigd in het voormalige ziekenhuis van Moengo dat door het bauxietbedrijf Suralco in bruikleen werd gegeven. In het centrum wordt aan kinderen wekelijks lesgegeven in beeldende kunst, muziek, dans en toneel.

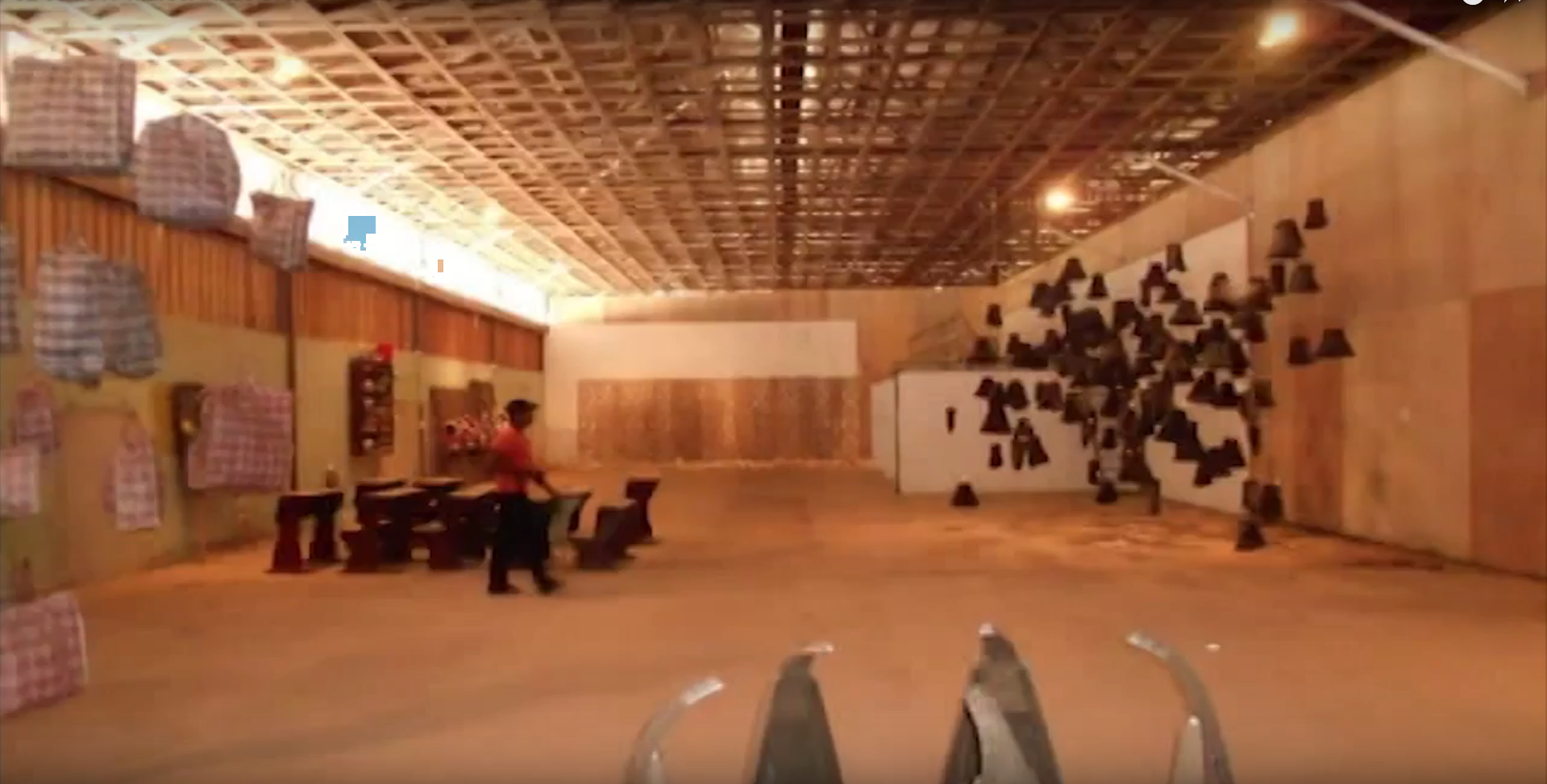
Blik in het kunstenaarscentrum

Daarnaast is het een verblijfplaats voor artists-in-residence die op uitnodiging lesgeven. Na afloop van een verblijf laten zij een kunstwerk na in het Marowijne Art Park, nabij in het dorpje Ovia Olo. Daardoor wordt er een steeds groter aantal kunstwerken getoond.
In 2016 nam Tembe Art Studio deel aan een uitwisselingsprogramma van de Readytex Art Gallery waarbij Rosie Gordon-Wallace uit Miami en een groep Amerikaanse kunstenaars in het kunstenaarscentrum verbleven. Ook is er stimulering van uitwisseling onder kunstenaars uit andere delen van de wereld. Het Mondriaan Fonds stimuleert internationale uitwisseling met het centrum van Pinas, door financiële middelen beschikbaar te stellen.

## Politieke invloeden op bestaanszekerheid
Al sinds de start kent het project weinig steun van de politiek. In 2011 had Pinas het zelfs over tegenwind. Tekenend was toen geweest dat de districtscommissaris van het gebied niet bij de opening aanwezig was, terwijl hij ertegenover woonde. Evenmin liet Ronnie Brunswijk zich zien, de landelijke politicus van de ABOP die afkomstig is uit dit gebied.
In 2016 ontstond er onenigheid met een particulier die beweerde dat die van de overheid toestemming had om te bouwen op het terrein rondom de studio. Het terrein wordt door Pinas jaarlijks gebruikt voor het Moengo Festival. Ondanks een ontkenning van het ministerie van Ruimtelijke Ordening en het districtscommissariaat, was de particulier toch enkele weken op het terrein actief met bouwvoorbereidingen. Het jaar erop kwam het festival opnieuw in gevaar, omdat – enkele weken voor de start – zowel het water als de elektriciteit werd afgesloten. Dit gebeurde in opdracht van de ministeries van OW&C en Sport en Jeugdzaken, kort nadat de bezittingen van Suralco aan de Surinaamse staat waren overgedragen. Na protest werden de voorzieningen weer aangesloten.
In juni 2019 was er tweemaal onrust door onaangekondigde bezoeken van districtscommissaris Kenya Pansa aan de Tembe Art Studio. Op 21 juni kwam zij met bouwlieden het terrein op met de boodschap dat het bestemmingsplan voor het gebouw en het terrein gewijzigd zou zijn. Een dag later kwam ze met een delegatie die bestond uit de ministers Vijay Chotkan (Openbare Werken) en Stuart Getrouw (Justitie en Politie), en Getrouws coördinator, de oud-minister Jerry Miranda. Tijdens beide bezoeken bleven rond de twintig deuren beschadigd achter, terwijl zich in die ruimtes kunstwerken bevinden van vooraanstaande, internationale kunstenaars. Ondanks dat Pansa anderhalve week later tegenover Radio 10 liet weten dat de Tembe Art Studio en het Moengo Festival "niet meer weg te denken zijn uit de bauxietstad," gaf ze geen duidelijkheid over de locatie die ze daarbij voor ogen had.
Op 8 september 2019 zette de regeringspartij NDP een scholierenprotest bij de studio in scène. Scholieren, in de praktijk betaalde krachten van de NDP zonder binding met het plan, kregen de opdracht om te protesteren voor het vestigen van een school in de kunststudio. Iets meer dan een week later werd het festival met een jaar uitgesteld, waarbij meteen werd aangekondigd dat het dan voort zal bestaan op drie locaties: Moengo zelf, Albina en St.-Laurent over de grens in Frans Guyana. "De politieke discussies die momenteel worden gevoerd, hebben geleid tot een verdeeldheid die niet ten goede komt aan de kern van het werk van onze organisatie: Marowijne verder ontwikkelen en internationaal op de kaart zetten door middel van kunst en cultuur," aldus Pinas.
In 2023 pakte stichting Kibii de draad weer op. De vestiging is opnieuw op het oude adres, in de linkervleugel van waar zich de polikliniek van Suralco bevond.